# Zbiornik Mściwojów
Zbiornik Mściwojów – sztuczny zalew powstały wskutek przedzielenia koryta rzeki Wierzbiak zaporą ziemną o wysokości około 7,6 m i długości 300 m. Znajduje się w pobliżu wsi Mściwojów.

## Funkcje
Zbiornik pełni trzy zasadnicze funkcje:
- magazynuje wody dla potrzeb rolnictwa,
- retencyjną - w okresie wezbrań wody na Wierzbiaku zbiornik zatrzymuje część fali powodziowej;
- turystyczną.

## Fotografie

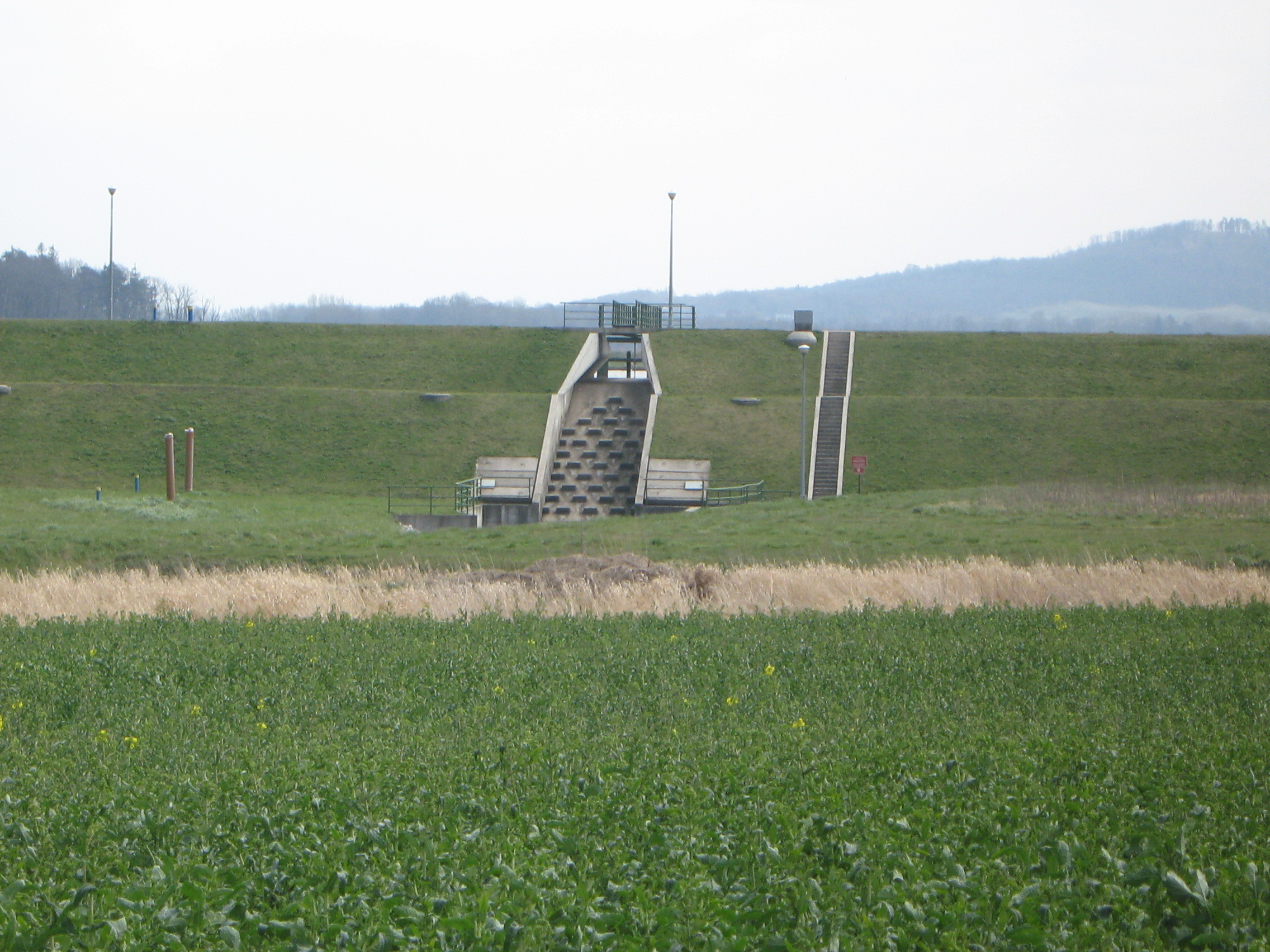
Blok zrzutowy
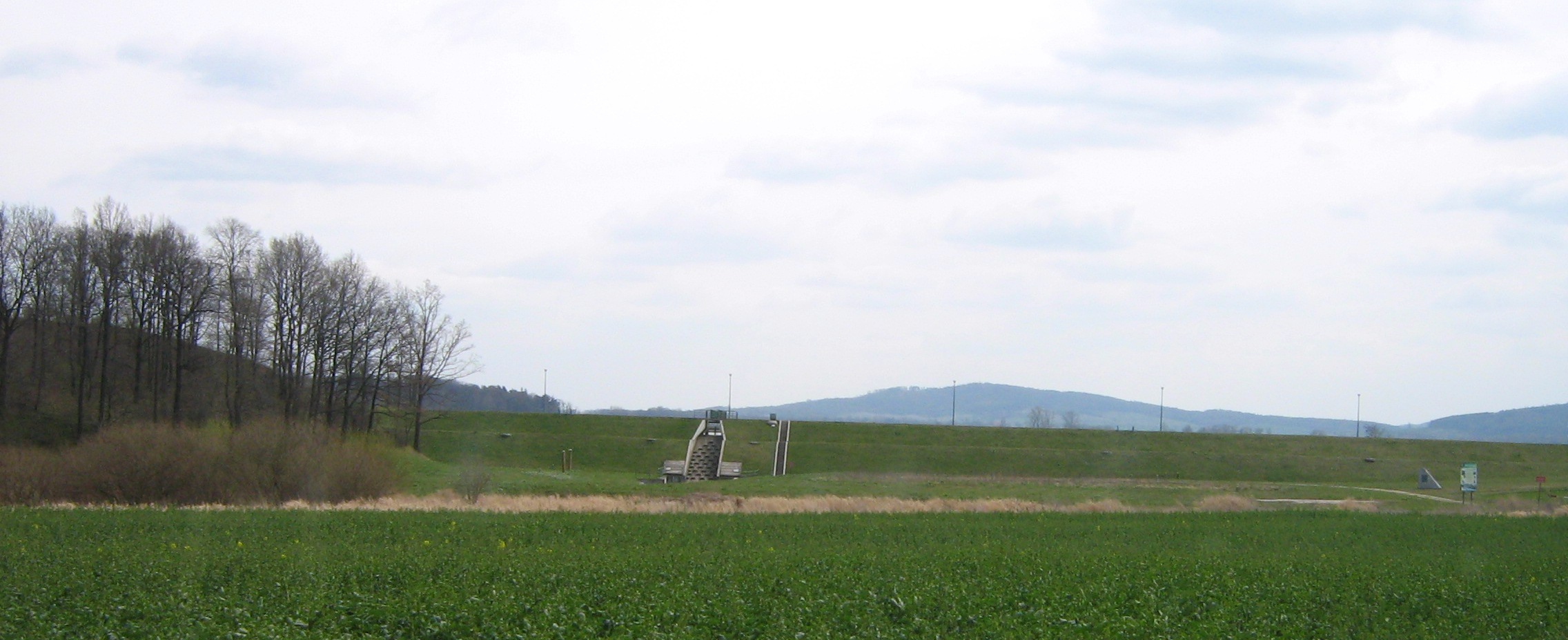
Widok zapory